# Restless and Live
Restless and Live je koncertní album německé heavymetalové skupiny Accept, které vyšlo 13. ledna 2017. Záznam z vystoupení na festivalu Bang Your Head!!! v německém městě Balingen je na dvou CD a jednom DVD. Album bylo vydáno také v edici s Blu-ray diskem.

## Seznam skladeb
CD 1
1. Stampede
2. Stalingrad
3. Hellfire
4. London Leatherboys
5. Living for Tonite
6. 200 Years
7. Demon’s Night
8. Dying Breed
9. Final Journey
10. From the Ashes We Rise
11. Losers and Winners
12. No Shelter
13. Shadow Soldiers
14. Midnight Mover

CD 2
1. Starlight
2. Restless and Wild
3. Son of a Bitch
4. Pandemic
5. Dark Side of My Heart
6. The Curse
7. Flash Rockin’ Man
8. Bulletproof
9. Fall of the Empire
10. Fast as a Shark
11. Metal Heart
12. Teutonic Terror
13. Balls to the Wall

DVD/Blu-ray
1. Stampede
2. Stalingrad
3. London Leatherboys
4. Restless and Wild
5. Dying Breed
6. Final Journey
7. Shadow Soldiers
8. Losers and Winners
9. 200 Years
10. Midnight Mover
11. No Shelter
12. Princess of the Dawn
13. Dark Side of My Heart
14. Pandemic
15. Fast as a Shark
16. Metal Heart
17. Teutonic Terror
18. Balls to the Wall

## Obsazení
- Mark Tornillo – zpěv
- Wolf Hoffmann – kytara
- Uwe Lulis – kytara
- Peter Baltes – basová kytara
- Christopher Williams – bicí